# Victor, Duque de Broglie
Achille Léonce Victor Charles (28 de Novembro de 1785, Paris - 26 de Janeiro de 1870) foi um nobre, estadista e diplomata francês. Ele foi o terceiro duque de Broglie e serviu como presidente do Conselho (primeiro-ministro da França) durante a Monarquia de julho, de agosto de 1830 a novembro de 1830 e de março de 1835 a fevereiro de 1836. Victor de Broglie era próximo dos doutrinários liberais que se opunham aos ultrarrealistas e eram absorvido, sob Governo de Louis-Philippe, pelos Orleanista.

## Biografia

### Juventude
Victor de Broglie nasceu em Paris em 28 de novembro de 1785, o filho mais novo e único filho de Charles-Louis-Victor, príncipe de Broglie, e neto de Victor-François, 2º duque de Broglie. Enquanto seu avô emigrou, seus pais foram presos durante o Terror. Seu pai foi guilhotinado em 1794, mas sua mãe, a ex-condessa Sophie de Rosen (Paris, 10 março de 1764 - Paris, 31 outubro de 1828) conseguiu fugir para a Suíça, onde permaneceu até a queda de Robespierre. Ela então voltou para Paris e lá viveu tranquilamente até 1796, quando se casou com Marc-René-Voyer de Paulmy, marquês d'Argenson, neto do ministro da Guerra de Luís XV. Com a morte de seu avô em 1804, Victor de Broglie se tornou o terceiro duque de Broglie.
Sob os cuidados de seu padrasto, o jovem duque recebeu uma educação cuidadosa e liberal e fez sua entrada na sociedade aristocrática e literária de Paris durante o Primeiro Império Francês. Em 1821, sua esposa Albertine, filha de Erik Magnus Staël von Holstein (o pai biológico de Albertine pode ter sido Benjamin Constant) e Madame de Staël, deu à luz Albert, que se tornaria o quarto duque de Broglie. Sua filha primogênita, Louise, publicaria romances e biografias e seria pintada por Ingres; outro filho, Auguste, teria uma carreira eclesiástica e acadêmica.

### Carreira
Em 1809, De Broglie foi nomeado membro do Conselho de Estado, presidido pessoalmente por Napoleão Bonaparte. Além disso, foi enviado pelo imperador em missões diplomáticas, como adido, a vários países. Embora nunca tivesse simpatizado com os princípios do Império, o duque de Broglie não foi um daqueles que se alegrou com sua queda. Em comum com todos os homens de experiência e bom senso, ele percebeu o perigo para a França da ascensão ao poder das forças da reação violenta. Com Decazes e Richelieu, ele viu que a única esperança para um futuro tranquilo estava na reconciliação da Restauração com a Revolução Francesa. Por influência de seu tio, Amédée de Broglie, seu direito a um título de nobreza foi reconhecido e, para sua grande surpresa, ele recebeu, em junho de 1814, uma intimação de Luís XVIII para a Câmara dos Pares. Lá, depois dos Cem Dias, ele se distinguiu por sua corajosa defesa do Marechal Ney, por cuja absolvição ele, sozinho de todos os seus pares, falou e votou.

Depois desse ato desafiador de oposição, talvez tenha sido uma sorte que seu casamento iminente lhe deu uma desculpa para deixar o país. Em 15 de fevereiro de 1816, casou-se em Livorno com Albertine, baronesa Staël von Holstein, filha de Madame de Staël. Ele voltou a Paris no final do ano, mas não tomou parte na política até que as eleições de setembro de 1816 quebraram o poder dos ultrarrealistas e substituíram a Chambre introuvable por uma assembleia moderada composta de doutrinários liberais. A atitude política de De Broglie durante os anos que se seguiram pode ser melhor resumida em suas próprias palavras: 
De 1812 a 1822, todos os esforços de homens de bom senso e caráter foram direcionados para reconciliar a Restauração e a Revolução, o antigo regime e a nova França. De 1822 a 1827, todos os seus esforços foram direcionados para resistir ao crescente poder da contrarrevolução. De 1827 a 1830 todos os seus esforços visaram moderar e regular a reação em sentido contrário. 

### A monarquia de Julho
Durante os últimos anos críticos do reinado de Carlos X, De Broglie se identificou com o partido liberal - os Doutrinários, entre os quais Royer-Collard e Guizot eram os mais proeminentes. A Revolução de julho de 1830 o colocou em uma posição difícil; ele nada sabia das intrigas que colocaram Luís Filipe no trono; realizada a revolução, porém, ele estava pronto para defender o fato consumado com a lealdade característica e, em 9 de agosto de 1830, assumiu o novo governo como Presidente do Conselho e Ministro do Culto Público e da Educação. Como ele havia previsto, o ministério durou pouco e, em 2 de novembro, ele estava mais uma vez fora do cargo.
Durante o período crítico que se seguiu, ele apoiou consistentemente os princípios que triunfaram com a queda de Laffitte, representante do Parti du mouvement de centro-esquerda, e a ascensão ao poder de Casimir Perier, líder da Parti de la résistance de centro-direita, em março de 1831. Após a morte deste último e a insurreição de junho de 1832, De Broglie voltou a assumir o cargo de ministro das Relações Exteriores (11 de outubro).
Sua gestão no exterior coincidiu com um período muito crítico nas relações internacionais. Não fosse pela simpatia da Grã-Bretanha sob Palmerston, a monarquia de julho teria ficado completamente isolada na Europa, e essa simpatia corria o risco de alienar a política agressiva da França na Bélgica e na costa mediterrânea da África. A crise belga estava resolvida, no que diz respeito às duas potências, antes de De Broglie assumir o cargo, mas a ação militar e naval concertada para a coerção dos holandeses, que levou à ocupação francesa de Antuérpia, foi realizado sob seus auspícios. A boa compreensão de que este era o símbolo caracterizou também as relações de De Broglie e Palmerston durante a crise da primeira guerra de Muhammad Ali com a Porta, e nos assuntos da península espanhola sua simpatia comum com a liberdade constitucional levou a um acordo para ação comum, que tomou forma na Aliança Quádrupla entre Grã-Bretanha, França, Espanha e Portugal, assinada em Londres em 22 de abril de 1834. De Broglie havia se aposentado do cargo em março anterior, e não voltou ao poder até março do seguinte ano, quando se tornou chefe do gabinete.
Em 1836, tendo o governo sido derrotado por uma proposta de redução do imposto de cinco por cento, ele renunciou mais uma vez. 
Ele permaneceu no poder por tempo suficiente para provar o que a honestidade de propósito, a experiência dos negócios e o bom senso podem realizar quando aliados à autoridade. A dívida que a França e a Europa deviam a ele pode ser medida comparando os resultados de sua política com os de seus sucessores em circunstâncias semelhantes. Ele encontrou a França isolada e a Europa cheia de rumores de guerra; ele a deixou forte na aliança inglesa e no respeito pela Europa liberal, e a Europa livre das inquietas apreensões que voltariam à vida pela atitude de Thiers na Questão Oriental e de Guizot no caso dos casamentos espanhóis.
De 1836 a 1848, De Broglie manteve-se quase completamente alheio à política, para a qual seu temperamento erudito pouco o inclinava, uma aversão reforçada pela morte de sua esposa em 22 de setembro de 1838. Sua amizade por Guizot, entretanto, o induziu a aceitar um temporário missão em 1845, e em 1847 para ir tão Francês embaixador de Londres.

### Segunda República e Segundo Império
A revolução de 1848 foi um grande golpe para ele, pois percebeu que significava a ruína final da monarquia constitucional, em sua opinião o sistema político mais adequado à França. Ele tomou assento, no entanto, na Assembleia Nacional republicana e na Convenção de 1848 e, como membro da seção conhecida como "Burgraves", lutou contra o socialismo e contra o que ele previu como uma reação autocrática vindoura. Ele compartilhou com seus colegas a indignidade do golpe de 2 de dezembro de 1851, e permaneceu pelo resto de sua vida um dos inimigos mais ferrenhos do Segundo Império, embora ele comentasse, com aquele humor cáustico pelo qual era famoso, que o império era o governo que as classes mais pobres na França desejavam e os ricos mereciam.
Os últimos vinte anos de sua vida foram dedicados principalmente a atividades filosóficas e literárias. Tendo sido educado por seu padrasto nas opiniões céticas da época, ele gradualmente chegou a uma crença sincera na religião cristã. "Eu morrerei", disse ele, "um cristão penitente e um liberal impenitente".
Suas obras literárias, embora poucas delas tenham sido publicadas, foram recompensadas em 1856 com uma cadeira na Académie française, substituindo Louis de Beaupoil de Saint-Aulaire, e ele também foi membro da Académie des sciences morales et politiques. Nos trabalhos daqueles corpos eruditos, ele teve um papel ativo e assíduo.

## Trabalhos
Além de seus souvenirs, em 4 vols. (Paris, 1885-1888), o duque de Broglie deixou inúmeras obras, das quais apenas algumas foram publicadas. Destes podem ser mencionados:
- Écrits et discours (3 vols., Paris, 1863);
- Le libre échange et l'impôt (Paris, 1879);
- Vues sur le gouvernement de la France (Paris, 1861).

Este último foi confiscado pelo governo imperial antes da publicação.